# Christian Philipp Bentum
Christian Philipp Bentum (parfois van Bentum), né à Leyde vers 1690 mort après 1757 en Silésie, est un peintre baroque flamand qui fut actif en Bohême à partir de 1712, puis en Silésie en 1731.
Il est souvent nommé pictor Hollandicus dans les registres de l'époque, bien qu'il soit inconnu dans son pays natal. Il signait ses œuvres P. C. de Bentum. Bentum est l'auteur de nombreuses huiles sur toile de grand format et de fresques parfois ténébristes, ainsi que de portraits de la noblesse de Bohême et de Silésie, ainsi que de différents États de la Maison d'Autriche.